# جريمالدي جروب

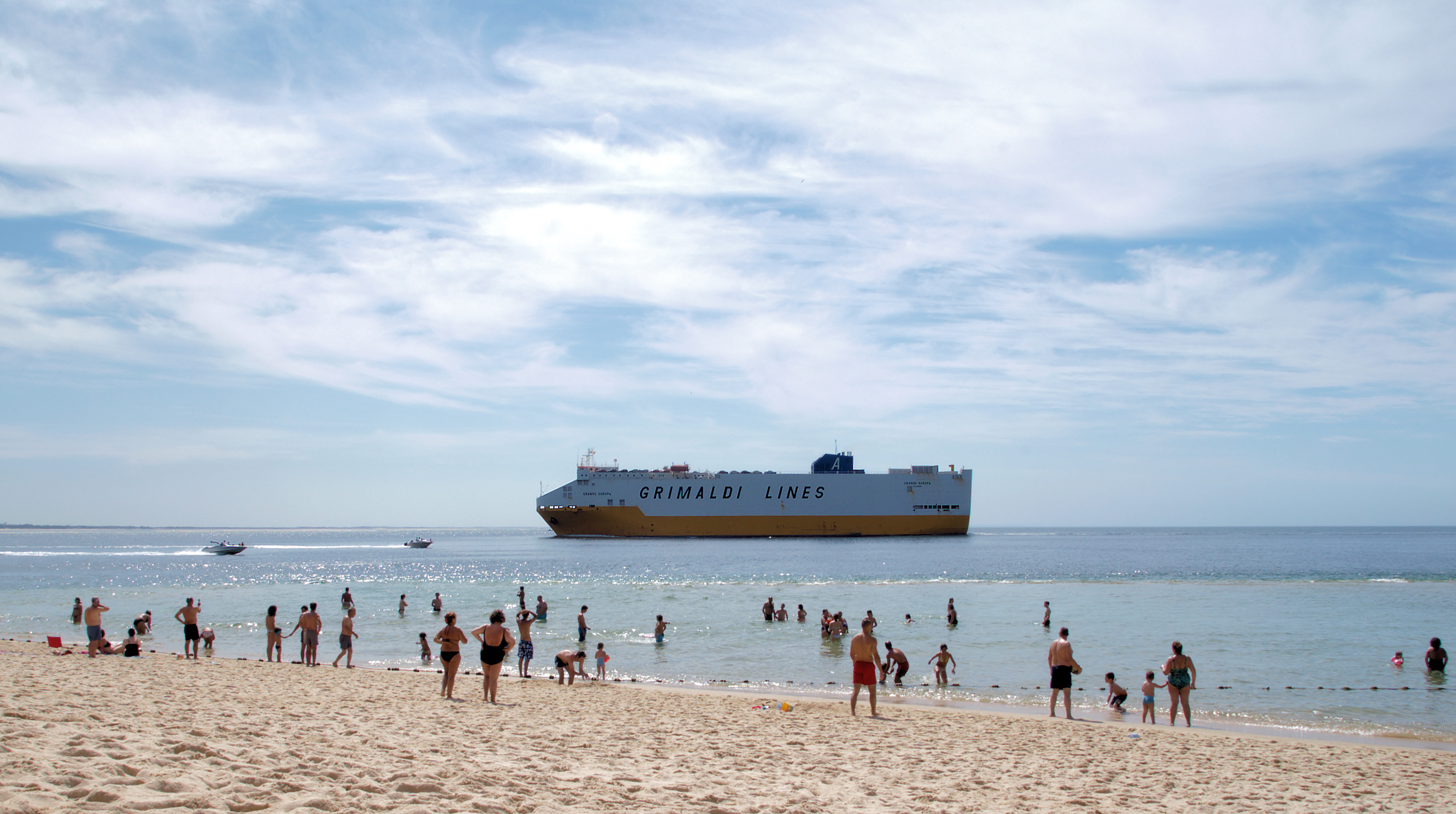
غريمالدي لاينز سفينة غراندي يوروبا متجهة إلى سيتوبال

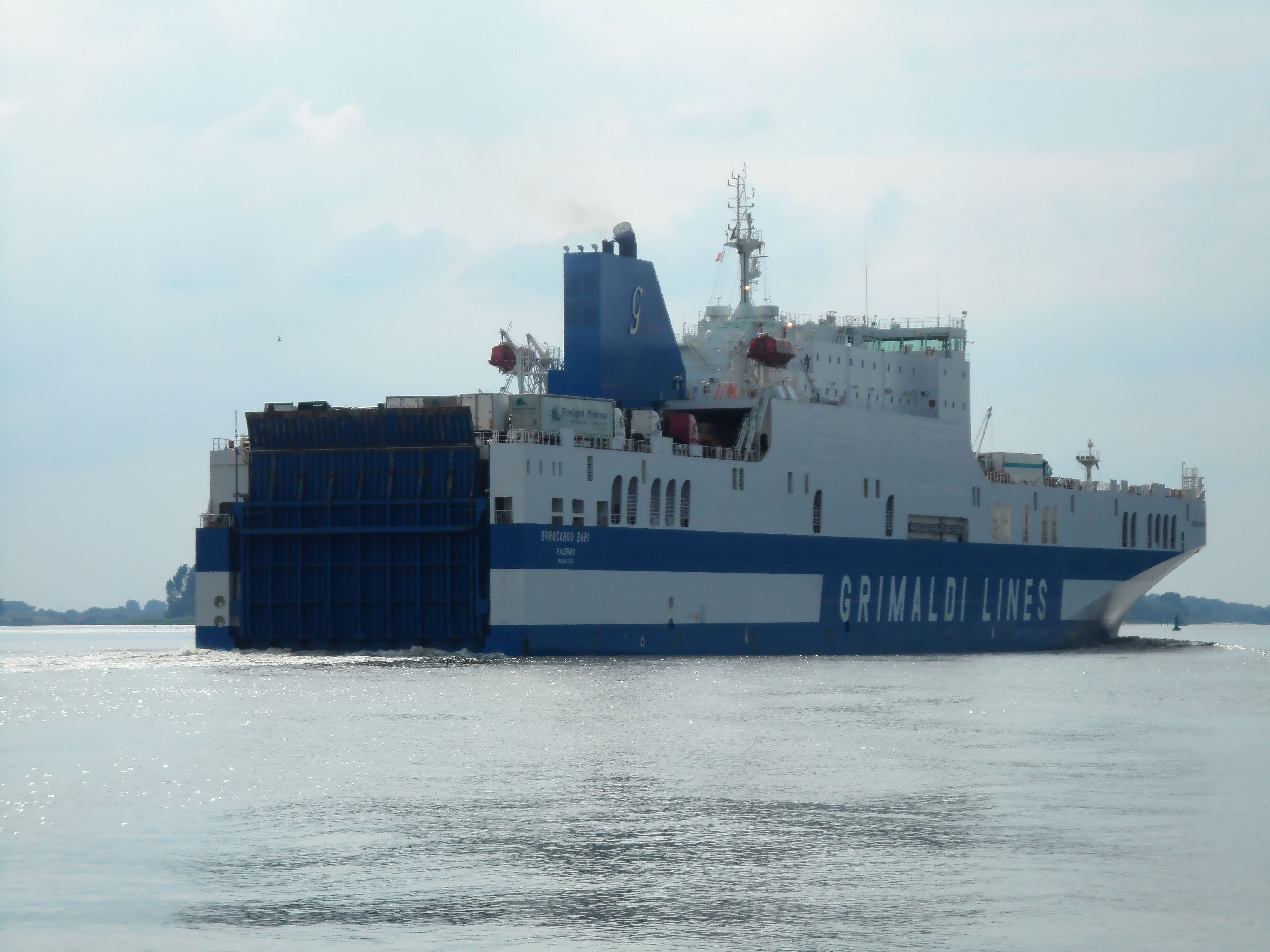
خطوط Grimaldi تنقل Eurocargo Bari على نهر Elbe

مجموعة جريمالدي هي شركة شحن خاصة مملوكة لشركة جيانلوكا وإيمانويل جريمالدي ومقرها في نابولي، إيطاليا. جريمالدي تدير أسطول كبير من السفن رو.

## روابط خارجية
- موقع جرمالدي جروب
- غريمالدي توغو